# Malattia di Pick
La malattia di Pick, o morbo di Pick (da non confondersi con la malattia di Niemann-Pick) o demenza frontotemporale di Pick, è una malattia cerebrale degenerativa poco comune (10-15 volte meno frequente della malattia di Alzheimer), clinicamente caratterizzata da demenza. È attualmente considerata una patologia appartenente ai quadri sindromici delle Demenze Fronto-Temporali (FTD).
La sindrome è facilmente confondibile con la malattia di Alzheimer con cui è talora associata. A differenza del vero demente, il malato di Pick perde le proprie capacità espressivo-espositive molto più rapidamente, ma non quelle di lettura e di scrittura, che invece sono conservate più a lungo nel tempo seppur difficoltose. Il quadro anatomopatologico è caratterizzato da atrofia dell'area fronto-temporale e dalla presenza di caratteristiche alterazioni neuronali costituite dai corpi di Pick. I corpi di Pick sono inclusioni intracellulari filamentose composte da neurofilamenti, simili alle inclusioni osservate nella malattia di Alzheimer. Come le altre FTD, colpisce più precocemente dell'Alzheimer. La patogenesi è sconosciuta, anche se sono state identificate modifiche genetiche che possono indurre la sindrome (che è ereditaria solo in una piccola parte dei casi).

## Sintomi
L'età media di esordio è 54 anni, ma può esordire a qualunque età; è più precoce di altre demenze e della malattia di Alzheimer.
La prima manifestazione consiste spesso in episodi depressivi gravi, che possono fare pensare inizialmente ad una patologia psichiatrica.
In seguito si manifestano improvvisi e progressivi sintomi come stranezze comportamentali, lievi problemi di memoria, senza delirio, debolezza fisica, abulia, apatia, afasia non fluente (difficoltà ad articolare lunghe frasi) e meno frequente demenza semantica (problemi nella ricerca delle parole), mutismo, atassia (mancanza di coordinazione), perdita di espressività del volto (amimia) e disturbi comportamentali. La perdita di memoria completa avviene tardivamente, a differenza della demenza di Alzheimer; a volte la memoria è parzialmente conservata.
Le alterazioni comportamentali acute si manifestano precocemente come stati di agitazione psicomotoria (cosiddetto wandering o deambulazione afinalistica: è un po' come se il paziente fosse una "tigre in gabbia" che cammina avanti ed indietro). Talvolta i soggetti che ne sono affetti manifestano la loro ansia con crisi di violenza inaudita, o con crisi di panico e di pianto. In genere è alterato completamente il carattere e la personalità del paziente, il quale presenta nelle prime fasi persino un bassissimo livello di inibizione, disturbi psichici vari (psicosi, bulimia, comportamenti ripetitivi, labilità emotiva) e a volte rifiuto dei familiari e di interazioni sociali. In fase avanzata si manifesta difficoltà di movimento, fino all'immobilità e all'atrofia muscolare non neurogena ma dovuta alla paraplegia o allettamento sopraggiunti per la debolezza (atrofia da disuso).
Come in altre demenze può manifestarsi, in fase avanzata, anche parkinsonismo (bradicinesia, tremore, andatura impacciata, camptocormia, rigidità muscolare, disartria, tratto di Gowers, disturbi dell'equilibrio), anche per effetto collaterale di farmaci. Chi manifesta l'apatia o i sintomi compulsivi può presentare meno il sintomo della disinibizione. Sono possibili balbuzie ed ecolalia (ripetizione di parole o sillabe pronunciate da altri), e incontinenza urinaria.

## Terapia e prognosi
Le terapie, analogamente a quelle della malattia di Alzheimer, sono a livello sperimentale. Importantissima, come nelle altre demenze, la terapia di supporto e sintomatica, specie per le alterazioni comportamentali, tramite antidepressivi, ansiolitici e antipsicotici. La sopravvivenza media è di circa 6-7 anni, variando in un minimo di due anni nelle forme aggressive; sporadicamente alcuni pazienti possono sopravvivere fino a 20 anni dall'esordio dei sintomi. Come le altre demenze, la morte sopraggiunge per complicazioni respiratorie, malnutrizione o infezioni.